# Roger McCreary
Roger Lee McCreary (Mobile, 10 febbraio 2000) è un giocatore di football americano statunitense che milita nel ruolo di cornerback per i Tennessee Titans della National Football League (NFL).

## Carriera

### Tennessee Titans
Al college McCreary giocò a football ad Auburn dal 2018 al 2021. Fu scelto nel corso del secondo giro (35º assoluto) nel Draft NFL 2022 dai Tennessee Titans. Debuttò come professionista partendo come titolare nella gara del primo turno contro i New York Giants mettendo a segno un tackle. La sua stagione da rookie si concluse con 70 placcaggi e un intercetto, disputando tutte le 17 partite come titolare.